# ماركوس زيلنر
ماركوس زيلنر (بالألمانية: Markus Zillner)‏ مواليد 19 مارس 1970 في ميونخ، ألمانيا الغربية، هو لاعب كرة مضرب ألماني سابق بدأ مسيرته كمحترف سنة 1988 وكان يلعب باليد اليسرى. أعلى تصنيف له في الفردي كان المركز الـ 143 في سنة 1992.